# Монтеверди (Гросето)
Монтеверди је насеље у Италији у округу Гросето, региону Тоскана.
Према процени из 2011. у насељу је живело 22 становника. Насеље се налази на надморској висини од 196 м.